# Цзинь Пуцун
Цзинь Пуцу́н (кит. трад. 金溥聰, пиньинь Jīn Pǔcōng, род. 30 августа 1956) — тайваньский политик маньчжурского происхождения, действующий генеральный секретарь Совета по государственной безопасности Китайской Республики. Ранее занимал посты  генеральный секретарь совета по государственной безопасности Китайской Республики (2014-2015) , представитель Китайской Республики в США (2012-2014) , генерального секретаря Гоминьдана (2009-2011) и вице-мэра Тайбэя (2002-2006).
Претендует на происхождение от маньчжурской императорской династии Китая Айсинь Гьоро, чему, однако, отсутствует надёжное подтверждение.